# 黄屏

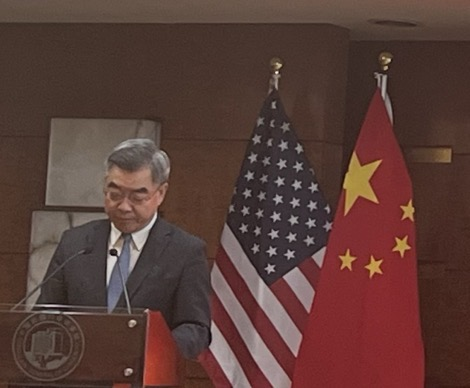
黄屏（2024年8月）

黄屏（1963年1月—），男，籍贯安徽，生于贵州铜仁玉屏，中华人民共和国外交官，曾任中华人民共和国外交部领事司司长、驻津巴布韦共和国特命全权大使和驻纽约总领事。

## 生平
黄屏毕业于华东师范大学地理系和伦敦政治经济学院。1983年，进入中华人民共和国外交部工作，先后在外交部条约法律司、驻美国大使馆、外交部领事司任职。1999年，任驻加拿大大使馆参赞。2002年，挂职浙江省绍兴市副市长。2004年，任外交部领事司副司长。2006年，出任中华人民共和国驻芝加哥总领事。2010年，任外交部领事司司长。2015年，出任中华人民共和国驻津巴布韦共和国特命全权大使。2018年11月，出任中华人民共和国驻纽约总领事，大使衔。2024年9月，自驻纽约总领事离任。

## 家庭
已婚，有一子。